# ドラえもん (ファミコン)
『ドラえもん』は、1986年12月12日にハドソンから発売されたファミリーコンピュータ用ゲームソフト。漫画『ドラえもん』を題材としたキャラクターゲーム。

## 概要
漫画・大長編ドラえもんおよびアニメーション映画の『ドラえもん のび太の宇宙開拓史』（1981年）、『ドラえもん のび太の大魔境』（1982年）、『ドラえもん のび太の海底鬼岩城』（1983年）の3作品をモチーフとしている。
パッケージ、カセットラベル、説明書の表紙にはアニメ・ドラえもん（第2作第1期）のスタッフが作画した絵が使用されている。説明書内に掲載されているドラえもんのカットは、藤子不二雄の藤本弘（のちの藤子・F・不二雄）が過去に執筆したものが流用されている。
カセットの色から「白ドラ」、メーカー名から「ハドソンのドラえもん」と呼ばれることがある。これは原作となる漫画やアニメの他、後にエポック社から同じくファミコンで発売されたゲーム『ドラえもん ギガゾンビの逆襲』などと区別する目的で与えられた俗称とされる。2000年まで徳間書店インターメディアから発行していた家庭用ゲームソフト及び裏技の事典「大技林」シリーズ、同年より毎日コミュニケーションズがそれを引き継ぎ発行している「広技苑」シリーズでは『ドラえもん（ハドソン版）』と表記。先述の『ギガゾンビの逆襲』については、『ドラえもん（エポック社版）』として区別している（同書籍からデータ提供を受けている毎日新聞社公式サイト「毎日.jp」内「まんたんウェブ」内「ゲームクエスト」でも同様のタイトル表記となっている）。

## ストーリー
のび太、しずか、ジャイアン、スネ夫の4人が、タイムマシンのトラブルで、「宇宙」、「魔境」、「海底」へと飛ばされてしまった。さらに、ドラえもんの四次元ポケットも故障し、ひみつ道具も各ワールドに散らばり、どこに何があるのか判らなくなってしまった。ドラえもんは様々な武器を駆使しながら、4人を探すべく冒険の旅に出る。

## ゲーム内容

### システム
本作は各作品を舞台とした3つのワールドに分かれているが、各ワールドごとにゲームシステムが大きく異なる。この形式は、翌年同社が発売したゲーム『ミッキーマウス 不思議の国の大冒険』でも採り入れている。
プレイヤーは、全てのワールドにおいてドラえもんを操作する。各ワールドを順に攻略し、仲間を救出することがゲームの目的となる。
ライフ制と残機制を採用している。ライフが0になると1ミスとなって残り人数が減少し、残り人数が0のときにミスするとゲームオーバーになる。通常はゲームオーバーになると最初からやり直しになるが、裏技によるコンティニューが可能で、ゲームオーバーになった所から再開する。ライフはドラえもんの好物である「ドラやき」を取得することで回復する。
通常プレイだとワールド1から順に進行するが、裏技によりワールド2や3からスタートすることも可能である。裏技を使わずワールド1からスタートし、ゲームクリアを達成した場合、エンディングでスタッフロールを見ることができる。

### アイテム
本作に登場する主要なアイテムを挙げる。括弧内の「開拓」「魔境」「海底」は、それぞれ登場するワールドを示す。武器については#ワールドを参照。

#### 消費系アイテム
開拓編および海底編で敵を4匹倒すごとに現れるアイテム。ドラやきのみ全ワールドで登場する。
ドラやき（開拓・魔境・海底）
ライフを回復する。開拓・魔境編では全快するが、海底編では一定値のみ回復する。
魔境編ではライフが少ない場合に隠し部屋で取得できるほか、敵キャラのタッコンを4匹連続で倒すことでも取得できる。
開拓編では2000点、海底編では500点加算される。
タンマウォッチ（開拓・海底）
敵の動きを5秒間止める。この間、敵や弾に当たってもダメージを受けない。連続して入手可能で、そこから更に5秒間延長される。だが、開拓編ではマンホールやどこでもドアを使って移動した場合、海底編では隣のエリアに移動すると、その場で効果が切れる。
開拓編では2000点、海底編では200点加算される。
ダイヤ（開拓・海底）
開拓編では得点加算のみだが、海底編では画面内の敵をすべて消し去る効果を持つ。また、アイテムを持ち去るユーレイを消すことが出来る唯一の手段でもある。
ただし、海底編では金塊と合わせて計20個取ると拷問部屋に飛ばされる。
開拓編・海底編共に2000点が加算される。
金塊（開拓・海底）
得点が1000点加算されるのみ。海底編では、ダイヤと合わせて20個取ると拷問部屋に飛ばされる。

#### 攻撃補助・防御系アイテム
連射ドリンク（開拓）
開拓編で登場する武器の連射が可能になる。1つ取るごとに連射可能数が1発ずつ増え、最大4発の連射が可能となる。
なお、魔境編のショックガンや海底編の水圧砲の連射数に影響はなく、開拓編で一切取らなかった場合や裏技で途中から始めた場合でも規定数の連射が可能。
ヒラリマント（魔境）
攻撃を回避し、ダメージをやり過ごすことができる。5回まで有効。なお使用時には無敵時間が発生しない。

#### 持ち運びアイテム
海底編で登場する、持ち運んで活用するアイテム。すべて、ドラえもんの体と同じくらいの大きさ。また、とりよせバッグ以外は、ユーレイによって別のエリアに持ち去られてしまうことがある。
とりよせバッグ（海底）
下記の3つのアイテム、および救出した仲間を2つまで同時に運べる。ユーレイに持ち去られることもない。
カギ（海底）
点在する宝箱を開けるためのカギ。
お守り（海底）
宝箱や鬼岩城に登場するウミヘビ（ドラゴン）を倒すアイテム。持った状態で触れれば消滅する。
通りぬけフープ（魔境・海底）
持つことで、海底編の一部の壁を通り抜けることができる。取り除いた壁は一定スクロールで復活するため、持ち運び忘れた際の詰み対策として、ミス後にこのアイテムが置いてある場所からの再開となる。
魔境編の隠し部屋で入手した場合、魔境編では特に効果はないが、海底編に進んだ際、スタート時から所持した状態となる。魔境編で被ダメージにより失われることはない。

#### その他
1UPドラやき（開拓）
開拓編である場所に1点のみ隠されている特殊なドラやき。回復しない代わりに1UPする。
元気キャンディー（開拓・魔境・海底）
ライフを全快させると共に、ライフの最大値を上昇させる。上昇した最大値は次のワールドでも継承される。各ワールドに2つずつあるが、魔境編では仲間や他のアイテムの出現が優先されるため、ダメージの受け具合によっては1つも取れない場合もある。
魔境編を除き5000点が加算される。
チャミー（開拓）
原作にも登場したコーヤコーヤ星の住人。特定の順序でザコ敵を倒すと現れる。取得すると一定時間無敵になり、敵に触れた場合は瞬殺できる。
野沢プログラマー（開拓）
本ゲームの開発担当で、特定の行為をすると現れる。出現させるだけで80000点加算される。表示されるグラフィックの特徴から、一部の子供達がこのキャラクターを『ハシモト名人』と呼んでいたが、橋本名人とは無関係。出現させる方法の特異性の為、後年発売されたAV仕様ファミリーコンピュータ(NEWファミコン)では出現させる事が出来ない。
ドラミ（海底）
ある場所で特定の行為をすると現れ、4つのアイテム（とりよせバッグ・通りぬけフープ・鍵・お守り）をすべてその場に集約する。またゲームオープニング画面の後も、しばし放置すると各ワールドごとのアイテム紹介にドラミが登場する。
タケコプター
「魔境編」の空中戦で使われている。なお、原作や映画などと異なり電池の耐用時間はない。
タイムマシン
ステージ移動の度にドラえもんが操縦する。各ステージをクリアするごとに仲間が増えていく。
水上もうせん
ゲーム内のアイテムとしては出現しないが、ゲームクリア後のエンディングにてドラえもんとのび太、静香、スネ夫、ジャイアンが水上もうせんに乗って夕日を眺めるシーンがある。映画『ドラえもん のび太の海底鬼岩城』内にも登場している。

## ステージ構成

### ワールド1 開拓編
トップビュー方式とサイドビュー方式の面から構成されるアクション面。「ガルタイト鉱業」に囚われたのび太を救出するとステージクリアとなる。ボスキャラクターは「ブルロボ」。
メインマップは「トカイトカイ星」と「コーヤコーヤ星」の2つに分かれる。マップ中の数箇所にあるマンホールに入ると、サイドビュー方式の地下マップに切り替わるジャンプアクションとなる。マンホール中ではアイテムの入手や、通路を抜けて別のマンホールへの移動、もう一方のメインマップへの行き来などが可能。またメインマップ上には数箇所に「どこでもドア」があり、使用すると別の場所にあるどこでもドアへとワープする。
ワールド1ではマップ内に隠されたマンホールやどこでもドア、アイテムを攻撃によって出現させるというシステムである。武器は開始直後のマンホール内に設置されている「ショックガン」を始め、探索によって「空気砲」→「強力うちわ」の3段階にパワーアップが可能。空気砲、強力うちわはそれぞれショックガンの2倍、3倍の攻撃力を持つ。連射性能は初期状態では1発のみだが、「連射ドリンク」を取ると連射性能が向上する。
プレイヤーおよび敵ともに攻撃を受けた直後に無敵時間があり、この間はダメージを受けない。ドラえもんの体力が0になりミスした場合の再開地点は、同じ地点からとなる。
隠しアイテムのスモールライトを取得すると、次のワールドである魔境編の開始時点でスモールライトを装備した状態でスタートが可能。

#### ワールド2 魔境編
強制スクロールのシューティング面。大きく3つのエリアに分かれており、各エリアの最後にそれぞれオロロン岩、ビッグロボシップ（コス博士）、ケンタウルス（ダブランダー）とエリアボスが登場する。本世界ではボスを倒し、原作同様、巨神像の心を動かすことが目的。このワールドでは加勢するキャラとしてスネ夫とジャイアンが登場するが、前ワールドで救出したのび太がこのワールドへ移動時に同行はするものの加勢や援護することは一切ない。
スクロールは曲がり角に到達すると方向が変化するほか、途中の上下の穴に接触するとルートが変化する箇所があり、右スクロールを基本に上下方向にも頻繁に変化する。両側にある壁や障害物に触れるとダメージを受ける。前述したルート変化による数箇所にある隠し部屋では、スネ夫やジャイアンの救出、アイテムの入手が可能。第2エリア以降は無限ループも存在し、正しいルートを選ばないと先に進めない。またこのワールドでは、アイテム入手による得点の加算が一切ない。
初期状態の武器はショックガンで4連射が可能。ルート変化で入手可能な「スモールライト」を入手すると画面内に一発しか出せないが、広範囲で敵への攻撃が可能となり、ボス以外なら一撃で倒すことができる。隠し部屋でまたスネ夫やジャイアンを助けるとドラえもんと共に行動し、スネ夫は上下（左右）斜め2方向のショックガンで、ジャイアンは放物線を描き貫通する投石で援護攻撃をする。二人の攻撃力はドラえもんの所持武器に比例しており、ドラえもんの所持武器がスモールライトであればスネ夫、ジャイアンとも敵を一撃で倒すことが可能。またスネ夫、ジャイアンともオプション扱いとなっており、壁や敵に対して無敵となっている。
このワールドでの被ダメージ時の無敵時間はドラえもんのみ。ダメージ判定は受けた瞬間で、ライフが減るのは無敵時間終了後のため、無敵時間中に回復アイテムを取得すると終了後にライフが減ることになる。ダメージ判定とライフ減少に時間差がある為、ライフ減少により0以下でミスとなる直前にライフを回復した場合はミスとならずゲーム続行も可能である。ドラえもんが4回ダメージを受けるとスネ夫やジャイアンの離脱、もしくはアイテムを失う。なお複数アイテムを所持している場合はいずれか1つを失い、ミスを除き全て同時に失うことはない。紛失の優先順位はヒラリマント＞スモールライト＞スネ夫＝ジャイアンで、4回ダメージを受けた時点で即座に離脱・紛失する。4回ダメージを受ける前に隠し部屋でアイテム取得やスネ夫かジャイアンを救出した場合、ダメージカウントは0にリセットされる。
各種アイテムは出現後ドラえもんに追尾する形で接触することで獲得という判定となり、それまでにドラえもん（＝プレイヤー）が画面を動き回り接触を回避する限り獲得はしない。これを利用して回復アイテムであるドラやき（元気キャンディーでも可）を出現させて延々と誘導し続けることも可能で、ライフが0に近い窮地の状況になってから改めて獲得するというテクニックも可能。
ドラえもんの体力が0になりミスとなった場合は、各エリアの開始地点からの再開となる。どれだけ進んでも各エリアのボスを倒していない場合は、各エリアのスタート地点に戻る。
隠し部屋でのアイテムや仲間を一通り取得すると、以降は最大3回まで10万点ボーナスが獲得できる。第3エリアのボスを倒した時点でジャイアンとスネ夫がいない場合は、直後に加入する。なお、ジャイアンがいるときにファミコンの2コントローラーにあるマイクを使用することで、一度だけ画面上の敵を全滅させる裏技があり、これは当時の雑誌『月刊コロコロコミック』にて読者公募によって採用されたもの。なおボスキャラクター（オロロン岩・ビッグロボシップ・ケンタウルス）に対しても有効で瞬時に倒せる。
隠しアイテムの通りぬけフープを取得すると次ワールド・海底編開始時点で通りぬけフープを所持した状態でスタートできる。

#### ワールド3 海底編
サイドビュー方式かつ画面切替方式のアクション面。これまでに助けたのび太、スネ夫、ジャイアンが再び囚われ、まずこの3人を救出しなければならない。救出した3人で鬼岩城の門を開け、鬼岩城のボスであるポセイドンからしずかを救出することが目的。
武器は水圧砲で、2連射が可能。また方向キーの操作で水面からジャンプすることもでき、下から勢いをつけることで高く跳ぶことができる。画面が切り替わっても勢いは蓄積されており、後述の宝箱の中には一画面下の位置から上り続けて、高くジャンプしなければ届かない場所もある。
「とりよせバッグ」「通りぬけフープ」「鍵」「お守り」などのアイテムが登場し、ドラえもんはこれらのアイテムを手でつかんで持ち運ぶ。宝箱から助けた3人の仲間もアイテム扱いとなり、1画面内には、仲間救出直後を除き3つまでのアイテムおよび仲間を配置できる。とりよせバッグを持っていると、他のアイテムおよび仲間を2つまで同時に運ぶことが可能。4つのアイテムが置かれている場所は固定であるが、アイテムの種類はランダムである。
一定時間、同じ画面に留まると「ユーレイ」が出現し、画面内にあるアイテムや仲間、敵の中から1つをどこかの別の画面へと持ち去ってしまう。
マップ内には8個の宝箱が存在し、のび太・スネ夫・ジャイアンが入った3個以外には敵キャラ「ドラゴンが配置されている。この敵は画面を切り替えても消滅せず、時間の経過と共に他の画面へ移動し続けるため、早期に倒さなければ厄介な存在となる。通常攻撃では倒せず、撃破には「お守り」が必須となる。「お守り」を所持しドラゴンの頭部に接触すれば一撃で倒せる。宝箱のほか、鬼岩城内部にはドラゴンが現れる部屋が3カ所ある。
深海及び通り抜けフープで開けられる先の隠し部屋に入るとBGMが変化する。
このワールドは、プレイヤーおよび敵ともにダメージ後の無敵時間が存在しない。そのため、場合によってはいわゆる「ハマり」状態に陥ることもある。大ダコのように、ダメージを受けながら攻撃しないとまず倒せない敵も存在する。
ダイヤおよび金塊を累計20個取ると、ガイコツとドラやきが乱れ飛ぶ拷問部屋へ飛ばされる。ドラやきを20個を入手するか60秒間経過すると脱出できるほか、1ミスしても脱出できる。ダイヤおよび金塊の取得数は、宝箱の仲間を救出するとリセットされる。
通りぬけフープはマップ内の壁の一部を消滅させることができる。この壁はマップを移動すると再び塞がってしまい、壁の外側に通りぬけフープを置いたまま部屋の中に入ると閉じ込められる可能性がある。そのため海底編では体力がなくなり1ミスすると、復活する場所は通りぬけフープのある場所からとなっている。逆に本来の用途である「壁の一部を消滅＝原作における壁の通り抜け」以外に再スタート時のマーキングという裏の役目を果たす為、終盤まで重要アイテムとなる。

## 敵キャラクター

### 開拓編の敵キャラクター
※コーヤコーヤ星では、スネラーを除く全ての敵が弾を放ってくる。
- コブーン：帽子をかぶった赤い敵。上下左右に移動。
- ナーメ：ナメクジの形をしており、左右に往復しながら弾を放つ。
- メカノッソ：ロボットの形状をしており、上下左右に移動。
- ユーボウ：UFOの形をしていて、ドラえもんを執拗に追跡する。
- ドバック：頭が開いて多数の弾を放ってくる。
- ゴズラ：耐久力、攻撃力ともに高く、マンホール内とコーヤコーヤ星では多量の弾を放つ。
- ネズミ：ドラえもんの天敵。地下に出現し、すばやく左右に移動したりジャンプしたりする。
- ヘリメダ：目玉のついたヘリコプター。波状に飛行しながら前進する。
- ギラーミン：黒服の殺し屋。原作にも登場。ゴズラなみの耐久力を持ち、移動しながら弾を放つ。
- スネラー：コーヤコーヤ星に出現。ヘビのような姿で、ドラえもんの周囲を素早く回りながら体当たりしてくる。
- ブルロボ：開拓編のボス。原作に登場する宇宙戦艦ブルトレインが人型ロボットになったような姿をしている。多量の弾をばら撒きながら歩き、時おりジャンプする。

### 魔境編の敵キャラクター
- アンコドリ：アンコウが合わさったような鳥。横スクロール地帯のみに出現。集団で現れ、直線に飛ぶ。
- タッコン：タコの形状をし、その場で動かず弾を放つ。
- ミドロン：緑色のアメーバのような生物。直線に体当たりしてくる。
- テンコウモリ：ドクロに羽が生えた生物。波状に激しく動く。
- ゼンマイウオ：ゼンマイネジのついた魚。水面から飛び出してくる。
- グリンコ：緑色のコウモリ。上下に揺れながら前進する。
- トッシン：テンコウモリが横向きになったようなキャラ。ドラえもんが近づくと直角に移動してくる。
- ガンガン：岩のような敵。上スクロール地帯のみに出現する。直線と螺旋状に動くタイプの2種類がある。
- ジョキ：耐久力は少し高め。ミドロンと同じ動き。
- ポッタ：地底湖にいるしずくのような物体。
- ジュラ：手裏剣の形をした物体。耐久力は高い。
- キョン：カエルに似た形状の生物。縦スクロール地帯のみに出現。左右に素早く往復する。
- ロボシップ：小型の飛空艇。ビッグロボシップ戦でのみ出現。ドラえもんめがけて直進する。
- ボルッカ：火山の火口に扮し、多くの弾を放つ。
- ブラン：ツタのような物体で、先端から弾を放つ。耐久力は高い。
- オロロン岩：第1エリアのボス。原作にも登場。目からジュラのような弾（こちらは1発で消せる）を放ってくる。
- ビッグロボシップ：第2エリアのボス。高速に円運動をし、ロボシップを放ち、樽の形をした爆弾を投下する。シップの右上部分には原作に登場したコス博士が乗っている。
- ケンタウルス：第3エリアのボスにして、魔境編の最終ボス。原作に登場したダブランダー大臣の顔をしており、8の字を描きながらテンコウモリを差し向ける。

### 海底編の敵キャラクター
※場所によって色違いのキャラが出現するが特徴は変わらない。また、ポセイドンを除いて弾は撃たない。
- カメ：ウミガメ。左右に移動する。
- カニ：上下左右にゆっくり移動する。耐久力がある。
- ガイコツ：壁をすり抜け、斜めに動く頭蓋骨。耐久力があり、弾を当てると分裂することもある。大ダコや鬼岩城のドラゴンを倒しても出現する。鬼岩城に出現するものは速度が速い。
- ギョックン：魚の形状をしたキャラ。左右に移動する。
- オトシゴ：タツノオトシゴの形状をしている。動き・耐久力はカニと同じ。
- バトルフィッシュ：原作にも登場する魚の形をした潜水艇。耐久力がある。
- ガンスケ：原作に登場する鉄騎隊のようなキャラ。鬼岩城に出現。耐久力がある。
- 火山弾：海底火山から噴出してくる。あたるとダメージが大きい。
- 大ダコ：宝箱を守る巨大キャラ。足に捕まると離れなくなる。弱点は足先。原作ではダイオウイカ。
- ドラゴン：ハズレの宝箱を開けると出現。触れると離れなくなる。また、マップ内の別の場所へもランダムに移動する。お守りがないと倒すことはできない。鬼岩城にも登場する。
- ユーレイ：一つの部屋に長時間いると出現し、アイテムや仲間などを連れ去る。別の画面に移動するかダイヤを取ると消える。
- ポセイドン：海底編のボスにして、本作の最終ボス。原作にも登場。4つの破片に分かれて現れ、合体したのち火山弾を放ちながら螺旋状に移動する。

## スタッフ
- エグゼクティブ・プロデューサー：工藤裕司、工藤浩
- プロデューサー：大里幸夫
- ディレクション：野沢勝広
- スクリーンプレイ：高橋利幸
- ストーリー：野沢勝広
- プログラム：野沢勝広（開拓編）、中本伸一（魔境編）、菊田昌昭（海底編）、奥野仁、板垣史彦
- ゲーム・デザイン：山本次行、NONTA、SHIN CHAN、OKKUN、岡本敏郎、KIKU（菊田昌昭）、松浦浩司、奥村恵
- キャラクター・デザイン：YAMAMOTO SAN（山本次行）、OKAMOTO SAN（岡本敏郎）、MANGA
- キャラクター造形：YAMAMOTO SAN（山本次行）、OKAMOTO SAN（岡本敏郎）、MANGA、桜田一郎、滝本利昭、三上哲、野中和彦
- 音楽：竹間淳
- 効果音：ITASAN（板垣史彦）
- オリジナル・ストーリー：藤子不二雄（漫画『ドラえもん』は藤本弘の単独執筆作だが、発売時は独立前のため）
- スペシャル・サンクス：小林常務、中野忠博、川田名人Jr.（川田忠之）、YANO SAN（矢野克敏）、NAKAJI、KOUZOU、URA（浦敏治）、AKIMOTO SAN（秋元哲也）、KURODA SAN、TOSHIDA SAN、KOSAKA、JUN、MADO、安田圭吾

## 評価
- ゲーム誌『ファミコン通信』の「クロスレビュー」では合計24点（満40点）となっている[4]。

- ゲーム誌『ファミリーコンピュータMagazine』の読者投票による「ゲーム通信簿」での評価は以下の通りとなっており、19.05点（満30点）となっている[5]。

| 項目 | キャラクタ | 音楽 | 操作性 | 熱中度 | お買得度 | オリジナリティ | 総合  |
| 得点 | 3.57       | 3.33 | 3.13   | 3.11   | 2.86     | 3.05           | 19.05 |

- ゲーム誌『ユーゲー』では、「各ステージはそれぞれ独立したものとなっている。どれも単体で発売したっておかしくないデキで、一粒で三度楽しめるお得感が嬉しかった」、「残念ながらのび太が活躍するシーンはほとんどないが、『魔境編』ではなんとジャイアン、スネ夫がオプションとして登場。この二人と手を取りあって共闘できるというだけでも、映画版ファンにとっては涙モノの演出だった」と評している[6]。